# Перелік номерів телефонів екстрених служб
У багатьох країнах набір номера 112 (використовується в Європі та частині Азії) або 911 (використовується в Америці) з'єднає абонентів із місцевою екстреною службою. У деяких країнах використовуються інші номери телефонів екстреної допомоги, іноді також залежно від екстреної служби. Номери екстрених служб у світі (але не обов'язково всі) наведено нижче:

## Африка
| Країна                                              | Поліція             | ШМД/ЕМД                            | Пожежна                            | Нотатки |
| --------------------------------------------------- | ------------------- | ---------------------------------- | ---------------------------------- | --- |
| Алжир                                               | 1548                | 14                                 | 14                                 | Gendarme — 1055 |
| Ангола                                              | 113                 | 112/116                            | 115                                | |
| Острів Вознесіння                                   | 999                 | 999                                | 999                                | |
| Бенін                                               | 117                 | 112                                | 118                                | |
| Бурунді                                             | 117                 | 112                                | 118                                | |
| Ботсвана                                            | 999                 | 997                                | 998                                | Мобільні телефони — 112. |
| Буркіна-Фасо                                        | 17                  | 112                                | 18                                 | |
| Камерун                                             | 112                 | 112                                | 112                                | Поліція — 117; ШМД/ЕМД — 119; Пожежна — 118; Electricity emergency — 8010. |
| Кабо-Верде                                          | 132                 | 130                                | 131                                | |
| Центральноафриканська Республіка                    | 117                 | 1220                               | 118                                | |
| Чад                                                 | 17                  | 2251-4242                          | 18                                 | ШМД/ЕМД — 2251-1237. |
| Коморські Острови                                   | 17                  | 772-03-73                          | 18                                 | ШМД/ЕМД — 773-26-04. |
| Республіка Конго                                    | 117                 | ?                                  | 118                                | |
| ДР Конго                                            | 112                 | ?                                  | 118                                | |
| Джибуті                                             | 17                  | 19                                 | 18                                 | |
| Єгипет                                              | 112 або 122         | 123                                | 180                                | Tourist поліція — 126; Дорожня поліція — 128; Electricity emergency — 121; Газова аварійна ситуація — 129; Мобільні телефони — 112.                                                                                     |
| Екваторіальна Гвінея                                | 114                 | 115                                | 112                                | Дорожня поліція — 116. |
| Еритрея                                             | 113                 | 114                                | 116                                | |
| Есватіні                                            | 999                 | 977                                | 933                                | |
| Ефіопія                                             | 911                 | 911                                | 911                                | Поліція — 991; ШМД/ЕМД — 907; Пожежна — 939; Дорожня поліція — 945. |
| Габон                                               | 1730                | 1300                               | 18                                 | |
| Гамбія                                              | 117                 | 116                                | 118                                | Поліція — 112; Electricity emergency — 124; Water emergency — 125. |
| Гана                                                | 112                 | 112                                | 112                                | Поліція — 191; ШМД/ЕМД — 193; Пожежна — 192. |
| Гвінея                                              | 117                 | 18                                 | 442-020                            | Maritime Emergency Service — 19; Gendarmerie — 118; National Gendarmerie — 122 |
| Гвінея-Бісау                                        | 112                 | 112                                | 112                                | Поліція — 117; ШМД/ЕМД — 119; Пожежна — 118. |
| Кот-д'Івуар                                         | 110 або 111 або 170 | 185                                | 180                                | |
| Ліберія                                             | 911                 | 911                                | 911                                | |
| Кенія                                               | 112 або 999 або 911 | 112 або 999 або 911                | 112 або 999 або 911                | |
| Лівія                                               | 1515                | 1515                               | 1515                               | ШМД/ЕМД — 193. |
| Лесото                                              | 123                 | 121                                | 122                                | |
| Мадагаскар                                          | 117                 | 124                                | 118                                | Дорожня поліція — 3600. |
| Малаві                                              | 997                 | 998                                | 999                                | Поліція — 990. |
| Малі                                                | 17                  | 15                                 | 18                                 | ШМД/ЕМД — 112, Пожежна — 112. |
| Маврикій                                            | 112                 | 114                                | 115                                | Поліція — 999; Пожежна — 995. |
| Мавританія                                          | 117                 | 101                                | 118                                | Gendarmerie — 116; Дорожня поліція — 119. |
| Майотта                                             | 112                 | 112                                | 112                                | Поліція — 17; ШМД/ЕМД — 15; Пожежна — 18. |
| Марокко                                             | 19                  | 15                                 | 15                                 | Royal gendarmerie — 177; Drugs & alcohol service — 113; Racial discrimination hotline — 114; Non-emergency disturbances — 110; General information — 160; National Freeway call center — 5050; Мобільні телефони — 112. |
| Мозамбік                                            | 119                 | 117                                | 198                                | |
| Намібія                                             | 10 111              | в залежності від населеного пункту | в залежності від населеного пункту | |
| Нігерія                                             | 112                 | 112                                | 112                                | |
| Нігер                                               | 17                  | 15                                 | 18                                 | |
| Реюньйон                                            | 112                 | 112                                | 112                                | Поліція — 17; ШМД/ЕМД — 15; Пожежна — 18. |
| Руанда                                              | 112                 | 912                                | 112                                | Дорожня поліція — 113. |
| Острови Святої Єлени, Вознесіння і Тристан-да-Кунья | 999                 | 999                                | 999                                | |
| Сан-Томе і Принсіпі                                 | 112                 | 112                                | 112                                | |
| Сенегал                                             | 17                  | 18                                 | 1515                               | |
| Сейшельські Острови                                 | 112 або 999         | 112 або 999                        | 112 або 999                        | Поліція — 133; ШМД/ЕМД — 151. |
| Сьєрра-Леоне                                        | 019                 | 999                                | 999                                | |
| Сомалі                                              | 888                 | 999                                | 555                                | Дорожня поліція — 777. |
| ПАР                                                 | 10 111              | 10 177                             | 10 177                             | Emergency in Cape Town — 107; Мобільні телефони — 112. |
| Судан                                               | 999                 | 999                                | 999                                | Дорожня поліція — 777 777. |
| Південний Судан                                     | 999                 | 999                                | 999                                | |
| Танзанія                                            | 112                 | 114                                | 115                                | Поліція — 999. |
| Того                                                | 117                 | 8200                               | 118                                | |
| Тристан-да-Кунья                                    | 999                 | 911                                | 999                                | |
| Туніс                                               | 197                 | 190                                | 198                                | Національна гвардія — 193. |
| Уганда                                              | 112                 | 911                                | 112                                | Поліція — 999; Пожежна — 999. |
| Західна Сахара                                      | 150                 | 150                                | 150                                | |
| Замбія                                              | 999                 | 999                                | 999                                | Поліція — 911; ШМД/ЕМД — 992; Пожежна — 993; Мобільні телефони — 112. |
| Зімбабве                                            | 999                 | 999                                | 999                                | Поліція — 995; ШМД/ЕМД — 994; Пожежна — 993; Мобільні телефони — 112. |

## Антарктида
| Країна     | Поліція                               | ШМД/ЕМД                               | Пожежна                               | Нотатки |
| ---------- | ------------------------------------- | ------------------------------------- | ------------------------------------- | ------- |
| Антарктида | Станція McMurdo: 911 (Пожежна та ЕМД) | Станція McMurdo: 911 (Пожежна та ЕМД) | Станція McMurdo: 911 (Пожежна та ЕМД) |         |

## Азія
| Країна                                                       | Поліція               | ШМД/ЕМД               | Пожежна     | Нотатки |
| ------------------------------------------------------------ | --------------------- | --------------------- | ----------- | --- |
| Афганістан                                                   | 119                   | 112                   | 119         | |
| Бахрейн                                                      | 999                   | 999                   | 999         | Мобільні телефони — 112, Дорожня поліція — 199, Берегова охорона — 994. |
| Бангладеш                                                    | 999                   | 999                   | 999         | Anti Corruption Commission — 106, Agricultural Information Services — 16123, Health Services 16263, Dhaka WASA 16162, Women and Children Ministry 109, Legal Services 16430, National Information Service — 333, IEDCR Helpline (for CoVid-19) — 10655                   |
| Бутан                                                        | 113                   | 112                   | 110         | |
| Британська територія в Індійському океані                    | 112 або 999           | 112 або 999           | 112 або 999 | |
| Бруней                                                       | 993                   | 991                   | 995         | Search and Rescue — 998 |
| М'янма                                                       | 999                   | 999                   | 999         | Поліція — 199; ШМД/ЕМД — 192; Пожежна — 191 (can also call for Natural disasters) Highway поліція — 1880; Relief — 067-340-4222 (Ministry hotline); International hotline — 122; Covid-19 hotline — 2019.                                                                |
| Камбоджа                                                     | 117                   | 119                   | 118         | Child helpline — 1280. |
| КНР                                                          | 110                   | 120                   | 119         | |
| Острів Різдва                                                | 000                   | 000                   | 000         | |
| [[Файл:Шаблон:Прапор Cocos Islands\|20x13px\|Cocos Islands]] | 000                   | 000                   | 000         | |
| Східний Тимор                                                | 112                   | 112                   | 112         | |
| Гонконг                                                      | 999                   | 999                   | 999         | Мобільні телефони — 911[джерело?] або 112 (Автоматично перенаправляє на 999). |
| Індія                                                        | 112                   | 112                   | 112         | * Gas leakage - 1906 - Tourist Helpline - 1363 - Child Helpline - 1098 - Disaster management - 104 - Women Helpline - 181 - Поліція - 100 - ШМД/ЕМД - 108 - Пожежна - 101                                                                                                |
| Індонезія                                                    | 112                   | 112                   | 112         | Поліція — 110; ШМД/ЕМД — 118 або 119; Пожежна — 113 або 1131; Search & rescue — 115; Natural disasters — 129; Electricity emergency — 123; Mental health — 1-500-454. |
| Іран                                                         | 110                   | 115                   | 125         | General emergencies is also 110. Social Emergency — 123; Roads Traffic Information Center — 141; Iranian Red Crescent — 112 (non-mobile phones). 112 і 911 redirect to 110 on mobile phones.                                                                             |
| Ірак                                                         | 112 або 911           | 112 або 911           | 112 або 911 | Поліція — 104; ШМД/ЕМД — 122; Пожежна — 115. |
| Ізраїль                                                      | 100                   | 101                   | 102         | Israel Electric Corporation — 103; Home Front Command — 104; Online child abuse hotline — 105; Non-emergency municipal hazards — 106; Non-emergency police inquiries — 110; Мобільні телефони — 112.                                                                     |
| Японія                                                       | 110                   | 119                   | 119         | Берегова охорона — 118; Information about emergencies — #7119 free call; Information about emergencies — #9110 pay call; Roadside assistance — #8139. 112 і 911 redirect to 110 на мобільних телефонах і телефонах, які є на всіх військових об’єктах Сполучених Штатів. |
| Йорданія                                                     | 911                   | 911                   | 911         | Мобільні телефони — 112. |
| Казахстан                                                    | 112                   | 112                   | 112         | Поліція — 102; ШМД/ЕМД — 103; Пожежна — 101; Gas leaks — 104. |
| Киргизстан                                                   | 102                   | 103                   | 101         | |
| Democratic People's Republic of Korea                        | тільки місцеві номери | тільки місцеві номери | 8119        | |
| Південна Корея                                               | 112                   | 119                   | 119         | Non Emergency — 110; Національна безпека — 111; Reporting spies — 113; Narcotics Report — 127; Lost and Found Center — 182; Travel Hotline — 1330. |
| Кувейт                                                       | 112                   | 112                   | 112         | |
| Лаос                                                         | 191                   | 195                   | 190         | |
| Ліван                                                        | 999 або 112           | 140                   | 175         | Поліція — 160; Цивільна оборона — 125. |
| Макао                                                        | 999                   | 999                   | 999         | З мобільних телефонів — 110 або 112 (all redirects to 999) |
| Мальдіви                                                     | 119                   | 102                   | 118         | Дорожня поліція — 191. |
| Малайзія                                                     | 999                   | 999                   | 994         | Nationwide centre — 1300221188 |
| Монголія                                                     | 105                   | 105                   | 105         | Поліція — 102; ШМД/ЕМД — 103; Пожежна — 101. |
| Непал                                                        | 100                   | 102                   | 101         | Дорожня поліція — 103; З мобільних телефонів — 112. |
| Оман                                                         | 9999                  | 9999                  | 9999        | З мобільних телефонів — 112. |
| Пакистан                                                     | 15                    | 115 і 1122            | 16          | ШМД/ЕМД — 1122; Дорожня поліція — 1915; Мобільні телефони — 112; Punjab Women's toll free helpline — 1043; Tourist поліція — 1422; National Highways & Motorway Police — 130; Child Protection & Welfare Bureau — 1121.                                                  |
| Філіппіни                                                    | 911                   | 911                   | 911         | Child abuse (Bantay Bata) — 163; Human trafficking — 1343; З мобільних телефонів — 112 |
| Катар                                                        | 999                   | 999                   | 999         | Мобільні телефони — 112. |
| Саудівська Аравія                                            | 911                   | 911                   | 911         | Поліція — 999; ШМД/ЕМД — 997; Пожежна — 998; Дорожня поліція — 993. |
| Сінгапур                                                     | 999                   | 995                   | 995         | Мобільні телефони — 112 або 911; Non-emergency ambulance — 1777; Поліція hotline — 1800 255 0000; Дорожня поліція — 6547 0000. |
| Шрі-Ланка                                                    | 119                   | 110                   | 110         | Дорожня поліція — 112 691 111. |
| Сирія                                                        | 112                   | 110                   | 113         | |
| (Taiwan)                                                     | 110                   | 119                   | 119         | 112 на мобільних телефонах — після підключення дзвінка 0 перенаправляє до 110, і 9 перенаправляє до 119; Domestic violence — 113. |
| Таджикистан                                                  | 112                   | 112                   | 112         | Поліція — 102; ШМД/ЕМД — 103; Пожежна — 101; Gas leaks — 104. |
| Таїланд                                                      | 191 або 911           | 1669                  | 199         | 911 can also be used as universal emergency number; ШМД/ЕМД (Bangkok only) — 1646; Tourist поліція — 1155; Дорожня control center (Bangkok Metro only) — 1197; Highway patrol — 1193; Mobile Phones — 112.                                                               |
| Туркменістан                                                 | 112                   | 112                   | 112         | поліція — 102; ШМД/ЕМД — 103; Пожежна — 101; Gas leaks — 104. |
| ОАЕ                                                          | 999                   | 999                   | 999         | Поліція — 911; ШМД/ЕМД — 998; Пожежна — 997; Берегова охорона — 996; Non-emergency поліція — 901; Water failure — 922; Electricity failure - 991 |
| Узбекистан                                                   | 102                   | 101                   | 103         | Emergency service — 1050; Gas leaks- 104; Housing and communal services — 1055. |
| В'єтнам                                                      | 113                   | 115                   | 114         | 111 — Child abuse |
| Ємен                                                         | 194                   | 191                   | 191         | |

## Європа
| Країна               | Поліція             | ШМД/ЕМД             | Пожежна             | Нотатки |
| -------------------- | ------------------- | ------------------- | ------------------- | --- |
| Акротирі і Декелія   | 112 або 999         | 112 або 999         | 112 або 999         | |
| Аландські острови    | 112                 | 112                 | 112                 | Non-emergency police — 018 527 100; Poison control — 09 471 977. |
| Албанія              | 129                 | 127                 | 128                 | Дорожня police — 126; Emergency at sea — 125. |
| Андорра              | 110                 | 116                 | 118                 | 112 - Mountain / Sky Rescue collaboration with Spanish (Catalan) and French authorities |
| Вірменія             | 112 або 911         | 112 або 911         | 112 або 911         | Поліція — 102; ШМД/ЕМД — 103; Пожежна — 101; Газова аварійна ситуація — 104; Дорожня поліція — 177; Search & rescue — 108. |
| Австрія              | 112 або 133         | 144                 | 122                 | Газова аварійна ситуація — 128; Mountain rescue — 140; Doctors — 141; Crisis-hotline — 142; Support for children and teens — 147; Non-emergency поліція — 059 133; Deaf fax/SMS — 0800 133 133; Poisoning Informations Center — 01 406 43 43. The emergency telephone number 112 will be answered by the поліція, but will also handle other emergency services. |
| Азербайджан          | 102                 | 103                 | 101                 | Gas Service — 104; Дорожня поліція — 902; Electricity emergency — 199; Emergency — 112. |
| Білорусь             | 102                 | 103                 | 101                 | Газова аварійна ситуація — 104. |
| [ 48 ]               | 101 або 112         | 112                 | 112                 | Non-emergency number for the fire department — 1722. |
| Боснія і Герцеговина | 122                 | 124                 | 123                 | Civil protection — 121. |
| Болгарія             | 112 або 166         | 112 або 150         | 112 або 160         | |
| Хорватія             | 112 або 192         | 112 або 194         | 112 або 193         | Search and rescue at sea — 112 або 195; Road help — 1987. |
| Кіпр                 | 112 або 199         | 112 або 199         | 112 або 199         | Air/sea rescue — 1441; Anti-drug support — 1410 або 1498; Poison control — 1401. |
| Чехія                | 112 або 158         | 112 або 155         | 112 або 150         | Municipal police — 156. |
| Данія                | 112                 | 112                 | 112                 | Non-emergency police — 114. |
| Естонія              | 112                 | 112                 | 112                 | |
| Фарерські острови    | 112                 | 112                 | 112                 | Non-emergency police — 114. |
| Фінляндія            | 112                 | 112                 | 112                 | Maritime rescue — 02 94 1000; Poison Control — 0800 147 111 |
| Франція              | 112 або 17          | 112 або 15          | 112 або 18          | Deaf FAX/SMS — 114; Hotline for beaten children — 119; Missing children — 116 000; Maritime rescue — 196. |
| Грузія               | 112                 | 112                 | 112                 | |
| Німеччина            | 110                 | 112                 | 112                 | Traditionally 110 for the police and 112 for the fire brigade and rescue service. Due to EU Directive 112 works also for the police; 911 redirects to 112 on telephones used in USAFE bases. Rescue service additionally (outdating) 19222. Non-emergency medical on-call duty: 116 117. Debit and credit card locking call 116 116. Administration-emergency call 115. Military police: 0800 190 9999. Federal (incl. railway) police: 0800 6 888 000. |
| Гібралтар            | 199 або 112 або 999 | 190 або 112 або 999 | 190 або 112 або 999 | |
| Греція               | 100                 | 166                 | 199                 | General emergencies — 112; Лісова пожежна — 1591; Берегова охорона — 108; Counter-narcotics — 109; Tourist police — 171; Social aid — 197. |
| Гренландія           | 112                 | 112                 | 112                 | Мобільні телефони only. From landline phones dial the local police station, hospital або fire brigade. |
| Гернсі               | 112 або 999         | 112 або 999         | 112 або 999         | |
| Угорщина             | 112 або 107         | 112 або 104         | 112 або 105         | Water emergency — 1817. |
| Ісландія             | 112                 | 112                 | 112                 | Non-emergency поліція Reykjavík area — 444 10 00; 911 redirects to 112 on mobile phones; +354 570 2112 from abroad. |
| Ірландія             | 112 або 999         | 112 або 999         | 112 або 999         | SMS messages can be sent to 112 after registration by sending a text message with the word 'Register' to 112. 911 redirects to 112. |
| Острів Мен           | 112 або 999         | 112 або 999         | 112 або 999         | |
| Італія               | 112                 | 112                 | 112                 | Older system, still in use in some regions but gradually phased out: Поліція — 113; Carabinieri — 112; ШМД/ЕМД — 118; Пожежна — 115; Forest service — 1515; Customs/Financial поліція — 117; Child Abuse — 114; Берегова охорона — 1530. 911 redirects to 112. |
| Джерсі               | 112 або 999         | 112 або 999         | 112 або 999         | |
| [ 58 ]               | 192                 | 194                 | 193                 | |
| Латвія               | 112                 | 112                 | 112                 | Поліція — 110; ШМД/ЕМД — 113; Газова аварійна ситуація — 114. |
| Литва                | 112                 | 112                 | 112                 | Поліція — 022; ШМД/ЕМД — 033; Пожежна — 011. |
| Ліхтенштейн          | 117                 | 144                 | 118                 | |
| Люксембург           | 112                 | 112                 | 112                 | Поліція — 113. |
| Мальта               | 112                 | 112                 | 112                 | |
| Молдова              | 112                 | 112                 | 112                 | |
| Монако               | 17                  | 112 або 15          | 112 або 18          | |
| Чорногорія           | 122                 | 124                 | 123                 | |
| Нідерланди           | 112                 | 112                 | 112                 | Text phone — 0800 81 12; Non-emergency police — 0900 88 44 або 0343 578 844; Non-emergency police (text phone) — 0900 18 44; Suicide prevention — 113; Animal emergency — 144; Child abuse — 0900 123 12 30; Anti-bullying hotline — 0800 90 50. |
| Північна Македонія   | 192 або 112         | 194 або 112         | 193 або 112         | Поліція — 192; ШМД/ЕМД — 194; Пожежна — 193. |
| [ 64 ]               | 155                 | 112                 | 199                 | Лісова пожежна — 177; Берегова охорона 158; Цивільна оборона 101. |
| Норвегія             | 112                 | 113                 | 110                 | Emergency at sea: 120; non-emergency police: 02 800; child abuse and family violence: 116 111; text phone: 1412; nearest health care outside office hours: 116 117; 911 redirects to 112. |
| Польща               | 112                 | 999 або 112         | 998 або 112         | Муніципальна поліція — 986; Mountain rescue — 985 або (+48) 601 100 300; Electricity emergency — 991, Газова аварійна ситуація — 992, Heat engineering emergency — 993, Water emergency — 994, Child alert (operated by поліція) — 995, Counterterrorism emergency — 996, Veterinary emergency — 983, Road help — 981. |
| Португалія           | 112                 | 112                 | 112                 | Лісова пожежна — 117; Social emergency — 144. 911 redirects to 112 on telephones located at Lajes Air Station. |
| Румунія              | 112                 | 112                 | 112                 | 911 redirects to 112 |
| Росія                | 102 або 112         | 103 або 112         | 101 або 112         | Газова аварійна ситуація — 104; 112 came into effect (for any emergency) in 2013 |
| Сан-Марино           | 113                 | 118                 | 115                 | |
| Сербія               | 192 або 112         | 194                 | 193                 | Civil protection — 1985; 112 redirects to 192. It is possible to dial 112 and get direct connection with the emergency services by pressing 1 for police, 2 for ambulance and 3 for fire on Vip operator mobile phones. |
| Словаччина           | 158                 | 155                 | 150                 | Муніципальна поліція — 159. |
| Словенія             | 112                 | 112                 | 112                 | Поліція — 113; Дорожня допомога — 1987; Emergency at sea — 080 18 00. |
| Іспанія              | 112                 | 112                 | 112                 | Поліція: Національна поліція — 091; Цивільна гвардія — 062; Автономна поліція — 112; Муніципальна поліція — 092. Пожежна: Local Firefighters — 080; Autonomic Firefighters — 085. ШМД/ЕМД: SAMUR — 061. Others: Цивільний захист — 1006, Maritime Rescue — 902 202 202; Червтний хрест — 901 222 222. |
| Швеція               | 112                 | 112                 | 112                 | Non-emergency поліція — 114 14; Non-emergency medical advice — 1177; Information during accidents and crises — 113 13. |
| Швейцарія            | 117                 | 144                 | 118                 | Poison control — 145; Road help — 0800 140 140; Psychological support — 143; Psychological support for teens and children — 147; Rega air rescue — 1414 або by radio on 161.300 MHz; Air Glaciers air-rescue (Valais only) — 1415. The emergency number 112 is used differently based on the Canton. While in some cantons 112, 117, 118 and 114 are routed to a common emergency call center, in other cantons 112 together with 117 is directly routed to the police. |
| Туреччина            | 112                 | 112                 | 112                 | Муніципальна поліція — 153 (112 з'єднує з Національною поліцією); Газова аварійна ситуація and outages — 187; Electricity emergency and outages — 186; Water emergency and outages — 185; Non-emergency medical consultation — 184; Child abuse and family violence — 183; Telephone emergency and outages — 121; — 114. 911 automatically connects to 112. Current service is the result of consolidation of firefighter, emergency police, Gendarmerie, Берегова охорона, лісова пожежна, search and rescue, natural disaster and medical emergency numbers into medical emergency former solo number 112. |
| Україна              | 102                 | 103                 | 101                 | Надзвичайні ситуації загалом — 112; Газова аварійна ситуація — 104. |
| Велика Британія      | 999 або 112         | 999 або 112         | 999 або 112         | Non-emergency police — 101; Power outages — 105; Non-emergency health issues — 111; COVID-19 testing helpline — 119; gas leaks — 0800 111 999. SMS messages can be sent to 999 after registration by sending a text message with the word 'Register' to 999. 911 redirects to 999 on mobile phones/public phonebooths[джерело?] and on telephones used in USAFE bases. |
| Ватикан              | 112                 | 112                 | 112                 | Поліція — 113; ШМД/ЕМД — 118; Пожежна — 115. |

## Океанія
| Країна               | Поліція     | ШМД/ЕМД     | Пожежна     | Нотатки |
| -------------------- | ----------- | ----------- | ----------- | --- |
| Американське Самоа   | 911         | 911         | 911         | |
| Австралія            | 000         | 000         | 000         | Мобільні телефони — 112 або 000; Державна служба з надзвичайних ситуацій — 132 500; Національна естафетна служба — 106; Ненадзвичайна поліція — 131 444); Crime Stoppers — 1800 333 000; Загрози національній безпеці — 1800 123 400; Контроль отруєнь — 13 11 26; Лінія життя — 13 11 14.                                                                                              |
| Острови Кука         | 999         | 998         | 996         | |
| Фіджі                | 911         | 911         | 911         | Crime Stoppers — 919. |
| Французька Полінезія | 112         | 112         | 112         | Поліція — 17; Швидка допомога — 15; Пожежна — 18. |
| Гуам                 | 911         | 911         | 911         | |
| Кірибаті             | 999         | 999         | 999         | Поліція — 192; Швидка допомога — 194; Пожежна — 193. |
| Маршаллові острови   | 911         | 911         | 911         | |
| Мікронезія           | 911         | 911         | 911         | |
| Науру                | 110         | 111         | 112         | |
| Нова Каледонія       | 112         | 112         | 112         | Поліція — 17; Швидка допомога — 15; Пожежна — 18. |
| Нова Зеландія        | 111         | 111         | 111         | SMS-повідомлення на номер 111 можна надсилати із зареєстрованих мобільних телефонів. Трафік — *555 (тільки мобільні телефони). 112 і 911 перенаправляють на 111 на мобільних телефонах. Під час набору номерів 000 і 999 відтворюється попередньо записане повідомлення, яке радить абоненту зателефонувати за номером 111. Crime Stoppers — 0800 555 111. Поліція ненадзвичайна — 105. |
| Палау                | 911         | 911         | 911         | |
| Папуа-Нова Гвінея    | 112         | 111         | 110         | |
| Самоа                | 999         | 999         | 999         | Поліція — 995; Швидка допомога — 996; Пожежна — 994. |
| Соломонові острови   | 911 або 999 | 911 або 999 | 911 або 999 | У містах існують місцеві номери, які з'єднуються швидше, ніж 911 або 999. |
| Тонга                | 911         | 911         | 911         | Поліція — 922; Швидка допомога — 933; Пожежна — 999. |
| Тувалу               | 911         | 911         | 911         | |
| Вануату              | 112         | 112         | 112         | |

## Центральна Америка
| Країна            | Поліція | ШМД/ЕМД | Пожежна | Нотатки                                           |
| ----------------- | ------- | ------- | ------- | ------------------------------------------------- |
| Беліз             | 911     | 911     | 911     |                                                   |
| Острів Кліппертон | 112     | 112     | 112     | Поліція — 17; Швидка допомога — 15; Пожежна — 18. |
| Коста-Рика        | 911     | 911     | 911     | Мобільні телефони — 112.                          |
| Гватемала         | 110     | 128     | 122     | Поліція — 120; Пожежна — 123.                     |
| Сальвадор         | 911     | 132     | 913     |                                                   |
| Гондурас          | 911     | 195     | 198     |                                                   |
| Нікарагуа         | 118     | 128     | 115     | Пожежна — 911.                                    |
| Панама            | 911     | 911     | 911     | Поліція — 104; Пожежна — 103.                     |

## Карибський басейн
| Країна                        | Поліція             | Швидка допомога     | Пожежна             | Примітки                                               |
| ----------------------------- | ------------------- | ------------------- | ------------------- | ------------------------------------------------------ |
| Антигуа і Барбуда             | 911 або 999         | 911 або 999         | 911 або 999         |                                                        |
| Ангілья                       | 911                 | 911                 | 911                 |                                                        |
| Аруба                         | 911                 | 911                 | 911                 |                                                        |
| Багамські острови             | 911 або 919         | 911 або 919         | 911 або 919         | Мобільні телефони — 112.                               |
| Британські Віргінські острови | 911 або 999         | 911 або 999         | 911 або 999         |                                                        |
| Карибські Нідерланди          | 911                 | 911                 | 911                 |                                                        |
| Кайманові острови             | 911                 | 911                 | 911                 |                                                        |
| Куба                          | 106                 | 104                 | 105                 |                                                        |
| Кюрасао                       | 911                 | 912                 | 911                 |                                                        |
| Домініка                      | 999                 | 999                 | 999                 |                                                        |
| Гренада                       | 911                 | 911                 | 911                 |                                                        |
| Гваделупа                     | 112                 | 112                 | 112                 | Поліція — 17; Швидка допомога — 15; Пожежна — 18.      |
| Мартиніка                     | 112                 | 112                 | 112                 | Поліція — 17; Швидка допомога — 15; Пожежна — 18.      |
| Монсеррат                     | 911 або 999         | 911 або 999         | 911 або 999         |                                                        |
| Сент-Кітс і Невіс             | 911                 | 911                 | 911                 |                                                        |
| Сент-Люсія                    | 911 або 999         | 911 або 999         | 911 або 999         |                                                        |
| Сент-Вінсент і Гренадини      | 999 або 911 або 112 | 999 або 911 або 112 | 999 або 911 або 112 |                                                        |
| Домініканська республіка      | 911                 | 911                 | 911                 | 112 перенаправляє на номер 911 на мобільних телефонах. |
| Гаїті                         | 114                 | 116                 | 115                 | Поліція — 122.                                         |
| Пуерто-Рико                   | 911                 | 911                 | 911                 |                                                        |
| Тринідад і Тобаго             | 999 або 911         | 811                 | 990                 |                                                        |
| Ямайка                        | 119                 | 110                 | 110                 |                                                        |

## Північна Америка
| Країна                  | Поліція | ШМД/ЕМД | Пожежна | Нотатки |
| ----------------------- | ------- | ------- | ------- | --- |
| Бермудські острови      | 911     | 911     | 911     | |
| Канада                  | 911     | 911     | 911     | Муніципальне господарство — 311 (лише окремі райони). 112 може перенаправляти на 911 на деяких мобільних телефонах. |
| Мексика                 | 911     | 911     | 911     | Екстрена допомога — 911; Анонімна скарга — 089. |
| Сен-П'єр і Мікелон      | 112     | 112     | 112     | Поліція — 17; Швидка допомога — 15; Пожежна — 18. |
| Сполучені Штати Америки | 911     | 911     | 911     | Функція Text-to-9-1-1 доступна в багатьох регіонах і скрізь відповідатиме помилкою. Різні послуги, доступні через регіональні або національні коди N11 (наприклад: 311 для ненадзвичайних служб поліції або міських служб) у певних областях. У деяких штатах дзвінок на номер 77 з мобільного телефону може зв'язатися з дорожнім патрулем. Дзвінок на номер 112 із мобільного телефону може перенаправляти на номер 911 у деяких штатах/населених пунктах, але служби екстреної допомоги рекомендують абонентам використовувати стандартний номер 911. |

## Південна Америка
| Країна                                           | Поліція     | ШМД/ЕМД     | Пожежна     | Нотатки |
| ------------------------------------------------ | ----------- | ----------- | ----------- | --- |
| Аргентина                                        | 911         | 911         | 911         | Поліція — 101; Швидка допомога — 107; Пожежна — 100; Цивільна оборона — 103; Лісова пожежна — 105; Берегова охорона — 106. 112 перенаправляє на 911 на мобільних телефонах. |
| Болівія                                          | 911         | 911         | 911         | Поліція — 110; Швидка допомога — 118; Пожежна — 119; Цивільний захист — 114; Національна поліція — 120. |
| Бразилія                                         | 190         | 192         | 193         | Федеральна дорожня поліція — 191; Федеральна поліція — 194; Цивільна міліція — 197; ДПС — 198; Цивільна оборона — 199; Муніципальна варта — 153; Права людини — 100; Надзвичайна ситуація в районі Меркосула — 128. 112 і 911 перенаправляють на 190 на мобільних телефонах; 188 — Гаряча довідка. |
| Чилі                                             | 133         | 131         | 132         | Корисна мнемоніка ABC123 : A mbulancia (швидка допомога) — 13 1, B omberos (пожежна) — 13 2, C arabineros (поліція) — 13 3. 911 перенаправляє на 133. |
| Колумбія                                         | 123         | 123         | 123         | Поліція — 112; Швидка допомога — 125; Пожежна — 119, Гаряча лінія по боротьбі з викраденнями людей — 165. |
| Еквадор                                          | 911         | 911         | 911         | Поліція — 101; Швидка допомога — 131; Пожежна — 102; Надзвичайна ситуація в Гуаякілі — 112; Дорожня поліція в Гуаякілі — 103. |
| Фолклендські острови                             | 112 або 999 | 112 або 999 | 112 або 999 | |
| Французька Гвіана                                | 112         | 112         | 112         | Поліція — 17; Швидка допомога — 15; Пожежна — 18. |
| Гаяна                                            | 911         | 913         | 912         | Агентство з питань опіки над дітьми — 227-0979; Торгівля людьми — 227-4083, 623-5030; Домашнє насильство — 914. |
| Парагвай                                         | 911         | 911         | 911         | Поліція — 912; Швидка допомога — 141; Пожежна — 132. |
| Перу                                             | 911         | 911         | 911         | Поліція — 105; Швидка допомога (САМУ) — 106; Пожежна — 116; Цивільна оборона — 115; Домашнє насильство — 100. |
| Південна Джорджія та Південні Сандвічеві острови | 999         | 999         | 999         | |
| Суринам                                          | 115         | 115         | 115         | Поліція — 115; Швидка допомога — 113; Пожежна — 110. |
| Уругвай                                          | 911         | 911         | 911         | Поліція — 109; Швидка допомога — 105; Пожежна — 104. |
| Венесуела                                        | 911 і 171   | 911 і 171   | 911 і 171   | |

- ШМД/ЕМД - Швидка/Екстрена медична допомога